# Księżyc milczy luty
Księżyc milczy luty – piąty album studyjny polskiego zespołu muzycznego Furia. Wydawnictwo ukazało się 14 listopada 2016 roku nakładem wytwórni muzycznej Pagan Records. Płyta została udostępniona bezpłatnie przed premierą w formie digital stream na kanale wydawcy - Pagan Records. Nagrania zostały zarejestrowane w należącym do Michała „Nihila” Kuźniaka Czyściec Studio w Chorzowie. Muzyk wyprodukował i zmiksował album, natomiast mastering wykonał Bartłomiej Kuźniak w częstochowskim Studio 333.  

## Lista utworów
Opracowano na podstawie materiału źródłowego.
| Nr | Tytuł utworu         | Długość |
| -- | -------------------- | ------- |
| 1. | „Za ćmą, w dym”      | 06:45   |
| 2. | „Ciało”              | 07:14   |
| 3. | „Tam jest tu”        | 08:26   |
| 4. | „Grzej”              | 08:29   |
| 5. | „Zabieraj łapska”    | 06:45   |
| 6. | „Zwykłe czary wieją” | 06:00   |
|    |                      | 43:39   |